# Герб Первомайського району (Миколаївська область)
Герб Первома́йського райо́ну — офіційний символ Первомайського району Миколаївської області, затверджений 14 липня 2007 року рішенням Первомайської районної ради.

## Опис
Геральдичний щит має форму чотирикутника з півколом в основі. На золотому полі синій вилоподібний хрест. На зеленому щитку зі срібною ламаною базою орел природного кольору. Щит обрамлено золотим вінком з колосків і дубового листя й увінчано золотою стилізованою короною з трьох колосків і двох квіток соняшника. Вінок обвиває синя стрічка з написом у нижній частині золотими літерами «Первомайський район».